# Kampfpanzer

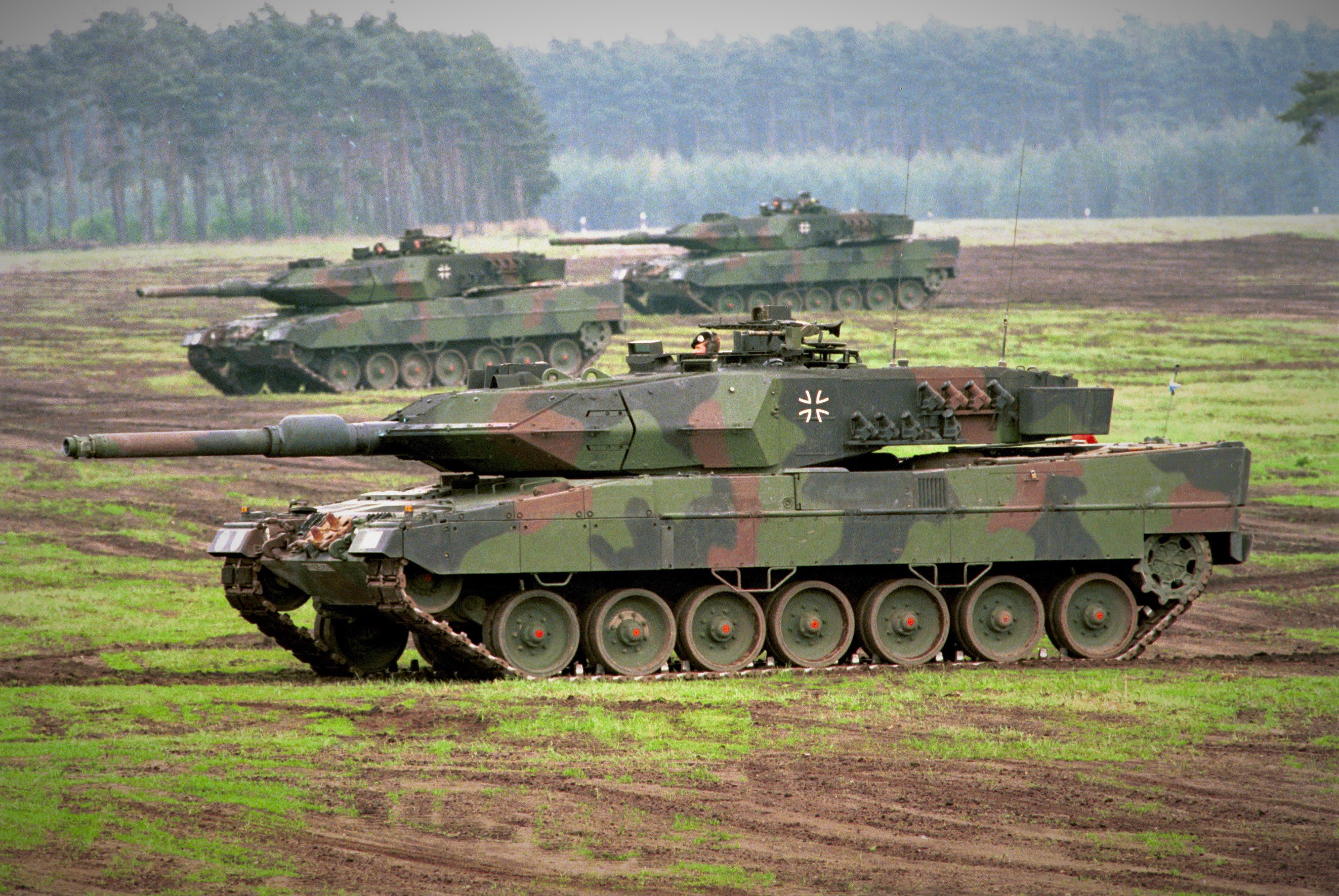
Der deutsche Kampfpanzer Leopard 2A5

Der Kampfpanzer (in der öffentlichen Wahrnehmung auch meist nur Panzer) ist das Hauptwaffensystem der Panzertruppe. Kampfpanzer sind die am stärksten gepanzerte und am flexibelsten bewaffnete Panzergattung und bilden am Anfang des 21. Jahrhunderts noch immer das Rückgrat der Landstreitkräfte.
Typischerweise sind Kampfpanzer gepanzerte Gleiskettenfahrzeuge mit einer Kanone als Hauptwaffe in einem rundum drehbaren Turm. Sie sollen einen möglichst guten Kompromiss aus Panzerung, Feuerkraft und Beweglichkeit darstellen. Ihre Aufgabe ist die Bekämpfung gegnerischer Panzer und befestigter Stellungen. Beim Kampf in urbanem Gebiet unterstützen sie auch häufig die Infanterie durch ihre Feuerkraft und ihren Panzerschutz. Bei modernen Panzern besteht die Besatzung in der Regel aus drei oder vier Mann. In der Wanne sitzt oder liegt im Allgemeinen der Fahrer. Im Turm befinden sich üblicherweise der Kommandant, der Richtschütze und – falls der Panzer keinen Ladeautomat für die Kanone hat – ein Ladeschütze.
In der Wehrmacht wurde in der Regel die Bezeichnung Panzerkampfwagen (militärisch abgekürzt PzKpfw) verwendet.

## Definition der OSZE
Die Organisation für Sicherheit und Zusammenarbeit in Europa (OSZE) definiert den Begriff „Kampfpanzer“ im Vertrag über Konventionelle Streitkräfte in Europa (KSE-Vertrag) von November 1990 in Artikel II wie folgt:

„Kampfpanzer bezeichnet ein gepanzertes Kampffahrzeug mit Eigenantrieb und hoher Feuerkraft – in erster Linie aus einer zur Bekämpfung von gepanzerten und anderen Zielen erforderlichen Panzerkanone mit hoher Mündungsgeschwindigkeit zum Schießen im direkten Richten –, das über eine große Geländegängigkeit und einen hohen Grad an Selbstschutz verfügt und das nicht in erster Linie für den Transport von Kampftruppen konstruiert und ausgerüstet ist. Solche gepanzerten Fahrzeuge dienen als Hauptwaffensysteme von Panzer- und sonstigen gepanzerten Truppen der Landstreitkräfte. Kampfpanzer sind gepanzerte Kettenkampffahrzeuge, deren Leergewicht mindestens 16,5 metrische Tonnen beträgt und die mit einer um 360 Grad seitlich schwenkbaren Kanone mit einem Mindestkaliber von 75 Millimetern ausgerüstet sind. Außerdem gelten alle gepanzerten Radkampffahrzeuge, die in Dienst gestellt werden und alle anderen oben genannten Kriterien erfüllen, ebenfalls als Kampfpanzer.“

## Geschichte
Bis heute entwickelten sich die Panzer in einem Wettbewerb der drei Faktoren Panzerung, Bewaffnung und Mobilität; seit dem Zweiten Weltkrieg noch ergänzt um die Faktoren Führbarkeit und Verfügbarkeit. Mit der Entwicklung erster motorgetriebener Fahrzeuge entstanden auch an verschiedenen Orten Überlegungen für gepanzerte Gefechtsfahrzeuge. Diese waren aber überwiegend Radfahrzeuge und darum keine direkten Vorfahren moderner Kampfpanzer und keiner der Entwürfe konnte sich bis zum Ersten Weltkrieg durchsetzen. Unter den Bedingungen des Stellungskrieges wurden dann von britischer Seite die ersten Kampfpanzer auf Gleisketten entwickelt. Diese dienten nahezu ausschließlich der Infanterieunterstützung, die Bewaffnung war dementsprechend zur Bekämpfung von Infanterie, maximal noch von Feldbefestigungen, vorgesehen. Die Panzerung war auf einen Rundumschutz gegen Handwaffen ausgelegt und die Anforderungen an Mobilität lagen mehr im Bereich der Notwendigkeit, Gräben und Granattrichter überwinden zu müssen. Geschwindigkeit war nebensächlich. Die deutsche Seite beschränkte sich zunächst vor allem auf die Entwicklung infanteristischer Panzerabwehr, eigene Panzer kamen in diesem Krieg praktisch nicht mehr zum Einsatz. Die französischen Panzer waren zunächst wenig praxistauglich. Die leichten Panzer von Renault führten aber das bis heute gültige Konzept des rundum drehbaren Geschützturms ein. Eine Differenzierung der Panzertypen und die Entwicklung dazu passender Einsatzdoktrinen fand erst zwischen den Weltkriegen statt. Neben anderen Irrwegen setzten sich Multiturmpanzer nicht durch.
Zu Beginn des Zweiten Weltkriegs hingen die Westalliierten einer an die Erfahrungen des Ersten Weltkrieges anknüpfenden Einsatzdoktrin für Panzer zur Unterstützung der Infanterie an. Die Sowjetunion hatte zwar zunächst wesentlich modernere Einsatztaktiken für Panzer entwickelt, die auch den Panzerbau entsprechend beeinflussten, diese aber im Zuge der stalinistischen Säuberungen wieder aufgegeben. Die Deutsche Wehrmacht war in der Entwicklung von Panzerfahrzeugen durch die Beschränkungen des Versailler Vertrages behindert. Bei Ausbruch des Zweiten Weltkrieges bestand ein Großteil der Panzer aus Fahrzeugen, die technisch unterlegen waren, trotzdem gelangen aufgrund entsprechender Taktiken in der ersten Hälfte des Zweiten Weltkrieges einige spektakuläre Feldzüge, oft auch als Blitzkrieg bezeichnet.
Die im weiteren Verlauf des Krieges hauptsächlich eingesetzten mittleren Panzer wie der sowjetische T-34 oder der deutsche Panther waren richtungsweisende Entwürfe. Der T-34 hatte eine hervorragende Mobilität und durch günstige Neigung der Fahrzeugwände sehr gute Panzerwirkung bei einem relativ niedrigen Gewicht von etwa 30 Tonnen. Der Panther war ähnlich konzipiert, entsprach aber mit moderner Feuerleitung, Drehstabfederung, Drei-Mann-Turm usw. schon weitgehend den Nachkriegsmodellen.
Die vor allem von der deutschen Wehrmacht auf dem Höhepunkt des Zweiten Weltkrieges verfolgte Taktik des Einsatzes schwerer Panzer wie des Tiger oder Tiger II wurde nach schlechten Erfahrungen mit deren stark eingeschränkter Mobilität nach 1945 nicht mehr lange fortgeführt. Die in den 1960er Jahren erfolgte Ausmusterung des erst zehn Jahre zuvor in Dienst gestellten britischen Conqueror bestätigte die Richtigkeit der Abkehr vom Konzept schwerer Panzer.
Die im Koreakrieg sichtbar gewordene Überlegenheit mittelschwerer Panzer mit starker Feuerkraft im Bewegungskrieg führte zur Weiterentwicklung dieser Kampfpanzer. Hier zeichnete sich besonders der britische Centurion aus, der bis 1966 den Conqueror in der britischen Armee verdrängte. Er gilt als Prototyp des modernen Main Battle Tank. Dieser englische Begriff kam mit dem Erfolg dieses Typs auf. In dieser Zeit setzte sich das Konzept des „modernen Kampfpanzers“ durch, womit auch eine Reduzierung der Bandbreite an Kampfpanzermodellen einherging. Im Englischen schlug sich dies im Ausdruck Main Battle Tank, kurz MBT (wörtlich übersetzt: Hauptkampfpanzer), nieder. Der Begriff trägt dem Umstand Rechnung, dass die Trennung zwischen den Konzepten von leichten, mittleren und schweren Kampfpanzern zugunsten eines universellen Allzweckpanzers weitgehend entfällt.
In den Auseinandersetzungen im Nahen Osten, etwa 1967 auf ägyptischer Seite im Sechstagekrieg gegen Israel, zeigten die schweren Panzer wie der sowjetische IS-3 im Kampfeinsatz ihre Unzulänglichkeiten, wobei diese Panzer freilich zu dieser Zeit schon technisch überholt waren. Ähnlich erging es dem letzten schweren sowjetischen Panzer, dem T-10. Dieser geriet ab Ende der 1960er Jahre gegenüber dem moderneren und leichteren T-64 sowohl technisch als auch in puncto Feuerkraft immer mehr ins Hintertreffen und wurde um 1973 aus dem aktiven Einsatzbestand genommen. Damit hatten sich die Main Battle Tanks in der Nachfolge der mittleren Panzer endgültig bei beiden Machtblöcken – NATO und Warschauer Pakt – etabliert.
Den leichten Panzern blieb noch die Rolle der Aufklärung auf dem Gefechtsfeld. Sie wurden später jedoch durch Schützenpanzer, Panzerwagen oder Radpanzer ersetzt, die noch kostengünstiger waren. Diese besitzen heute eine Bewaffnung und Mobilität, die früheren leichten Panzern überlegen ist. Nach der Ausmusterung des US-amerikanischen M551 Sheridan ist der Stingray II einer der letzten noch im Dienst befindlichen leichten Kampfpanzer; sein einziger Nutzerstaat ist Thailand.
In den letzten 25 Jahren ist das Gewicht der Kampfpanzer bedingt durch immer stärkere Panzerungen und größere Kanonen enorm gestiegen. Verschiedene aktuelle Typen wiegen um die 70 Tonnen, was in etwa der Gewichtsklasse der ursprünglichen schweren Panzer aus dem Zweiten Weltkrieg entspricht. Aus diesem Grund werden heute die modernen Kampfpanzer immer häufiger als schwere Kampfpanzer bezeichnet, obwohl sie entwicklungsgeschichtlich von den mittleren Panzern abstammen. Sie weisen dabei jedoch durch die entsprechend weiterentwickelte Antriebstechnologie und durch die mechanische Zuverlässigkeit nicht die Mängel der früheren schweren Panzer auf.
Mit dem Ende des Kalten Krieges und der Wandlung des Schlachtfeldes von offenem, panzergünstigem Gelände zu Einsätzen in unwegsamem Gelände steht die Daseinsberechtigung immer mehr in Frage, und die Zahl der einsatzbereit gehaltenen Einheiten wurde wesentlich verringert. Setzen Staaten wie China, Indien oder Südkorea nach wie vor auf starke Panzerverbände, so ändern sich die Anforderungen der NATO-Staaten zu luftverladbaren, schnellen Einsatzverbänden mit entsprechenden Fahrzeugen. Aufgrund ihrer hohen Stoßkraft, Durchsetzungs-, Durchhalte- und Wirkfähigkeit sind sie jedoch noch immer ein fester Bestandteil jeder Landstreitmacht im weiter gültigen Konzept „Gefecht der verbundenen Waffen“. So sind Kampfpanzer bei Friedensmissionen (Peace Support Operation) ein Druck- und Ordnungsmittel im Rahmen der Show of Force, dem Zeigen der militärischen Stärke gegenüber den Konfliktparteien. Beim Kampf in bebautem Gelände und im Häuserkampf bieten Panzer durch ihre Panzerung und Bewaffnung Schutz und Feuerkraft für die primär kämpfende Infanterie und begleitende Unterstützungseinheiten, sind aber in hohem Maß durch die kurzen Kampfentfernungen und Panzerabwehrhandwaffen des Gegners gefährdet. Die meisten Verluste an amerikanischen Kampfpanzern während des letzten Golfkrieges entstanden beim Kampf in urbanen Gebieten.

## Technik

### Mobilität und Antrieb
Bis zum Ende des Zweiten Weltkriegs wurde zwar auf Geländegängigkeit grundsätzlich Wert gelegt, jedoch wurden auch Panzertypen mit extrem verstärkter Panzerung auf Kosten der Mobilität eingeführt. Zum Teil lag dies an konzeptuellen Vorgaben (Infanteriepanzer), oft aber auch schlicht daran, dass entsprechend leistungsstarke Motoren nicht verfügbar waren.
Bis in die Gegenwart besitzen Kampfpanzer eine hohe Mobilität. Das Verhältnis von Motorleistung und Masse liegt bei modernen Panzern über 20 PS/t. Automatische Schalt-/Lenkgetriebe mit hydraulischer Wandlung sind heute Standard. Die Reichweite eines Kampfpanzers in leichtem Gelände liegt dabei heute meistens bei 400 bis 500 km, zur Zeit des Zweiten Weltkriegs waren es oft nur 150 km. In manchen Fällen, wie etwa beim deutschen Leopard 2, liegt die erreichbare Geschwindigkeit auf Straßen in Bereichen, die früher nur Radfahrzeuge erreichten (über 70 km/h). Die Fahrleistungen im Gelände erreichen dabei heute die Grenze der physischen Belastbarkeit der Besatzung bei Panzern mit Drehstabfederung.
Die ersten Panzer wurden von Benzin- oder Petroleummotoren als Reihen-, V- oder auch Sternmotor angetrieben. Im Laufe des Zweiten Weltkriegs zeigte sich die Überlegenheit des Dieselmotors; bis zum Ende des Zweiten Weltkrieges dominierten aber aus verschiedenen Gründen noch Benzinmotoren. Mit der Weiterentwicklung des Panzerbaus ist der Dieselmotor im 21. Jahrhundert der vorherrschende und am weitesten entwickelte Antriebstyp für Panzerfahrzeuge. Anfänglich in Bezug auf sein Gewicht noch leistungsschwach, hat er sich zum aufgeladenen Hochleistungsdiesel gewandelt. Oft ist er als Vielstoffmotor ausgelegt, um die Treibstoffversorgung zu vereinfachen.
Ein weiterer Antriebstyp ist die Gasturbine, wie sie beim US-amerikanischen M1 Abrams, dem sowjetischen T-80 und als hybrider Mischantrieb (Diesel und zusätzliche Gasturbine) beim Stridsvagn 103 Verwendung findet. Im Gegensatz zum Dieselmotor ist diese Antriebsform bei gleicher Leistung leichter. Dabei entsteht allerdings ein wesentlich höherer Kraftstoffverbrauch, was die Reichweite des Fahrzeugs einschränkt und logistische Probleme in der Treibstoffnachführung verursacht.
Die Nachteile des hohen Treibstoffverbrauchs der beiden Triebwerksarten im Leerlauf und die Tatsache, dass die benötigte Energie zum Aufrechterhalten der Systeme eines Kampfpanzers beim längeren Verweilen in Stellungen oder beim Beobachtungshalt von den Batterien nur über eine unzureichend kurze Zeit gedeckt werden kann, versucht man mit zusätzlichen Stromerzeugern zu lösen. Die Hilfsmotoren senken so neben dem Treibstoffverbrauch auch die Infrarotsignatur und reduzieren die Geräuschentwicklung.
Das Triebwerk ist bei vielen Modellen im Heck untergebracht, was die klassische Form des Panzerbaus darstellt. Die Vorteile dieser Konstruktion sind eine günstige Infrarotsignatur der Front, kein Hitzeflimmern vor den Optiken, kürzere Kühl- und Abgasführung, freie Gestaltung der Wannenfront und geringe Belastung der Kette durch Reduzierung der dynamischen Zugkraft auf die letzte Laufrolle und das letzte Triebrad. Problematisch hingegen ist der Rohrüberstand bei einer längeren Hauptwaffe während der Geländefahrt.
Nur wenige Kampfpanzer, wie der israelische Merkava, sind Fronttriebler. So dient das Triebwerk bei dieser Bauform als zusätzlicher Schutz für die Besatzung und ermöglicht eine Heckausstiegsluke wie bei einem Schützenpanzer. Nachteile dieser Konstruktion sind jedoch eine Einschränkung des Waffenrichtbereiches, höhere Kettenbelastung im gesamten oberen Kettentrum, mögliche Schäden des starr gelagerten Triebrades bei schneller Geländefahrt, die Notwendigkeit eines Seitenvorgeleges mit Achsversatz (Stirnradbauweise), eine erhöhte Infrarotsignatur der Front sowie ein erhöhter Aufwand bei Kühlung und Abgasführung.
Trotz ihrer Komplexität können die Triebwerke zum Teil in kurzer Zeit gewechselt werden. Dabei sind oft Motor, Schalt-Lenkgetriebe und Kühlanlage zu einem Block gebündelt.

### Schutzeinrichtungen
Ursprünglich wurden Panzer durch gewalzte Platten oder gegossene Elemente aus speziellem Panzerstahl geschützt. Die ersten Panzer im Ersten Weltkrieg hatten eine 6 bis 12 mm dicke Panzerung. Am Anfang des Zweiten Weltkriegs wurde eine Panzerung von 30 bis 40 mm für die Frontpanzerung mittlerer Kampfpanzer für ausreichend erachtet. Der schwere Tiger II hatte am Ende des Zweiten Weltkrieges eine Panzerung von bis zu 185 mm Dicke. Seit den 1970er Jahren verfügen Kampfpanzer normalerweise über Verbundpanzerung aus Metall und Keramiken, deren genaue Zusammensetzung geheim ist. Teilweise wird auf der Panzerung eine zusätzliche Reaktivpanzerung  angebracht  bzw. eingesetzt, um auch Schutz vor Hohlladungsgeschossen zu bieten. Neuere Modelle verfügen teilweise über zusätzliche Panzerelemente aus Hartmetall wie z. B. abgereichertem Uran (M1 HA), um die Widerstandsfähigkeit gegen Wuchtgeschosse zu erhöhen. Zunehmend Verbreitung findet eine modular aufmontierte Panzerung, die Reparaturen, Wartung und vor allem die spätere Anpassung des Schutzstandards durch Materialienaustausch oder Verstärkung erleichtert. Abstandsaktive Schutzmaßnahmen kommen zum Einsatz, um Bedrohungen schon früh zu eliminieren.
Klassische Kampfpanzer sind vor allem am Bug und an der Turmfront stark gepanzert, während Boden, Dach und Heck relativ schwach gepanzert sind. Bei den Einsätzen in Tschetschenien, Libanon, Irak und Afghanistan hat sich aber gezeigt, dass ein ausreichender Rundumschutz unverzichtbar ist.
Moderne Kampfpanzer verfügen über einen Schutz gegen die Explosion der eigenen Munition nach Treffern in den Munitionsbunker. Dazu ist der Munitionsbunker durch gepanzerte Türen zum Kampfraum hin abgeschottet, die entstehende Explosionsenergie wird durch Sollbruchstellen nach außen abgeleitet. Zudem wird vermehrt insensitive Munition verwendet, die bei einem Treffer nicht explodiert, sondern nur abbrennt.
Automatische Brandunterdrückungsanlagen schützen die Besatzungen zusätzlich. Eine wichtige Komponente moderner Kampfpanzer ist auch der Schutz der Besatzung gegen die Wirkung von ABC-Waffen, für den der Besatzungsraum abgedichtet wird und unter Überdruck gesetzt wird. Die Versorgung mit komprimierter Frischluft erfolgt durch integrierte Filteranlagen im Panzer.

## Bewaffnung

### Hauptwaffe
Die Hauptwaffen von Kampfpanzern sind Kanonen. Sie sind in der Regel anders als Kanonen von Artilleriepanzern nicht weit höhenrichtbar, da sie ihre Ziele normalerweise direkt – auf Sicht – beschießen. In der Zeit bis zum Zweiten Weltkrieg wurden Panzer zum Teil mit mehreren Türmen, beziehungsweise mit Kanonen ausgestattet. Einige Sondermodelle wurden auch mit Flammenwerfern ausgerüstet. Waren im Zweiten Weltkrieg Kanonen im Kaliber 37 mm bis 88 mm die Regel, stieg es mit der Zeit auf 105 mm und mehr. Am Anfang noch als Zugrohrkanonen ausgelegt, kommen im 21. Jahrhundert überwiegend Glattrohrkanonen mit Kalibern von 120 mm bis 125 mm zum Einsatz. Eine Ausnahme bildet hier der Challenger-2-Panzer aus Großbritannien, der noch mit einer Zugrohrkanone ausgerüstet ist. Bei diesen Panzern sollte ursprünglich eine Umrüstung erfolgen, welche jedoch aufgrund knapper Mittel im Verteidigungsetat gestrichen wurde.
Trotz des schon großen Kalibers von 120 mm beziehungsweise 125 mm bei den Panzern des Ostblocks wurden Kanonen noch größeren Kalibers entwickelt. In den Vereinigten Staaten wurde Mitte der 1960er Jahre die Kombinationswaffe M81 im Kaliber 152 mm entwickelt und gebaut. Mit der Fähigkeit, neben herkömmlicher Panzermunition einen Lenkflugkörper zu verschießen, sollte die Waffe im Kampfpanzer 70 und M60 eingebaut werden. Mit den Glattrohrkanonen war die Technik der M81 jedoch veraltet. Mit dem Erscheinen neuer Panzerungen wurde in den 1970er Jahren die Entwicklung erneut vorangetrieben. In den NATO-Staaten setzte man auf das Kaliber 140 mm – die Munition wog jedoch 38 Kilogramm, was einen Ladeautomaten erforderte. Mit dem Wegfall der Ost-West-Bedrohung wurde 1993 die Entwicklung eingestellt und leistungsgesteigerte Glattrohrkanonen mit den Kalibern 105 mm bis 120 mm wurden entwickelt und eingeführt. Als Beispiel gilt hier die Rheinmetall 120-mm-Glattrohrkanone.

### Sekundärwaffen
Als Zweitbewaffnung, meist als Sekundärwaffe bezeichnet, besitzen Kampfpanzer eine oder mehrere Waffen. Typischerweise sind dies Maschinengewehre (MG) in den Kalibern 7,62 mm und 12,7 mm. In den Weltkriegen noch meist im Bug der Wanne montiert und mit begrenztem Richtbereich, sind diese Waffen im späteren Panzerbau koaxial zur Kanone im Turm installiert und werden in Höhe und Seite der Hauptwaffe nachgeführt. Weitere Maschinengewehre sind auf dem Turmdach montiert und dienen meist der Fliegerabwehr. Lange Zeit noch extern vom Ladeschützen oder Kommandanten bedient, werden diese mit Beginn der asymmetrischen Kriegführung auf dem Gefechtsfeld aus dem Inneren ferngesteuert. Der Kampfpanzer Merkava, der für den Kampf in bebautem Gelände optimiert ist, verfügt darüber hinaus noch über einen 60-mm-Mörser.
Zum Selbstschutz besitzen die Panzer eine Nebelmittelwurfanlage, mit der durch Nebelkörper Rauch erzeugt werden kann, um im Gefecht einem Gegner die Sicht zu nehmen. Darüber hinaus sind strukturverstärkte Anlagen auch in der Lage, Splittergranaten zu verschießen. Ein Beispiel im westlichen Raum wäre das französische GALIX.

### Zielerfassung
In den ersten Panzern wurden Ziele noch rein optisch vom Schützen erfasst, die Entfernung wurde geschätzt. Aufgrund des extremen Lärms in den Panzern des Ersten Weltkrieges war eine Feuerleitung und Koordination der Waffen kaum möglich. Mit dem sich durchsetzenden Konzept des Turmpanzers etablierte sich auch die Zielvorgabe durch den Kommandanten und die Ausstattung mit verstärkenden Zieloptiken. Die Entfernungen wurden mit Hilfe der Strichformel über das Zielfernrohr oder mit der stadiametrischen Messskala im Sichtfeld des Zielfernrohres ermittelt. Eine genaue Zielerfassung war bis zum Ende des Zweiten Weltkrieges nur bei ausreichender Beleuchtung möglich, nachfolgend bis in die 1980er Jahre benötigte man in der Nacht einen sogenannten Schießscheinwerfer zur Zielbeleuchtung. Mit der Panzerentwicklung der Nachkriegszeit stehen eine Vielzahl von Hilfsmitteln bis hin zur computergestützten Zielauswahl und Geschützausrichtung zur Verfügung. Kommandant und Richtschütze verfügen über unabhängige Optiken und Nachtsichtgeräte.
Die zunehmende Ausstattung mit Sensoren und Computern ermöglicht ein von Fahrstörungen im Gelände unabhängiges Schießen aus der Bewegung auf stehende und bewegliche Ziele auf Entfernungen um die 3000 m bei Tag, Nacht und eingeschränkter Sicht. Dazu wird die Kanone geführt von der Zielvorrichtung mittels Kreiseln und schnellen Antrieben stabilisiert.
In der Anfangszeit war der Richtschütze noch auf eine optische Entfernungsmessung angewiesen, was meist per Schnittbildmessung oder Mischbildmessung erfolgte. Die ebenfalls angewendete Raumbildentfernungsmessung erforderte die Fähigkeit zum räumlichen Sehen. Kampfpanzer wie der Leopard 1 verfügten über beide Systeme, russische Kampfpanzer wie der T-72 dagegen meist über Schnitt- oder Mischbildentfernungsmesser. Ein Großteil der Panzer benötigte noch einen Schießhalt, um das Ziel zu treffen. Mit Einführung der elektronischen Entfernungsmessung durch einen Laser nach dem LIDAR-Prinzip und Stabilisierung der Hauptwaffe und Sichtlinien in allen Achsen wurde dieses Manko erheblich vermindert. Die Ausstattung mit analogen und später digitalen Feuerleitrechnern ermöglichte es der Besatzung, aus der Bewegung ein Ziel zu treffen. Der Feuerleitrechner berücksichtigt dabei Luftdruck, Lufttemperatur, Ladungstemperatur, Entfernung zum Ziel, eigene Geschwindigkeit, Zielgeschwindigkeit sowie den gewählten Munitionstyp und führt danach den Vorhalt und Aufsatz für Waffe und Turm. Das Richten erfolgt mittels elektrohydraulischer oder elektromechanischer Richtantriebe.

### Munitionsarten
Prinzipiell könnten Panzerkanonen jede Art von Artilleriemunition verschießen. Aufgrund ihres Einsatzprofiles werden viele Munitionsarten jedoch von Panzern kaum mitgeführt.
Ursprünglich standen ihnen nur Wuchtgeschosse und Sprenggranaten zur Verfügung. Als spezielle Munition zur Panzerbekämpfung wurden außerdem Hohlladungsgeschosse und in den 1940er Jahren Quetschkopfgeschosse eingeführt; letztere benötigt jedoch zwingend eine Zugrohrkanone, um effektiv zu sein.
Mit der Verwendung von Schott- und Verbundpanzerungen wurde die Quetschkopfmunition zunehmend wirkungslos. Panzermunition des 21. Jahrhunderts besteht daher aus Geschossen für Glattrohrkanonen. Großteils werden panzerbrechende, flügelstabilisierte Treibkäfiggeschosse (APFSDS) und flügelstabilisierte Mehrzweckmunition, meist als Hohlladung ausgelegt, eingesetzt. Durch den zunehmenden Kampf in bebautem Gelände verwenden die Streitkräfte der Welt auch Sprenggranaten, durch den Einsatz programmierbarer Zünder jedoch um vieles effektiver als in den Weltkriegen. So ist die Munition in der Lage, vor der Explosion ein Mauerwerk zu durchdringen, oder, wenn gewünscht, in der Luft mit festgelegtem Abstand zum Ziel zu detonieren (Abstandszünder). Zusätzlich gibt es Lenkflugkörper (Reichweite bis zu 8 km) und Anti-Personen-Munition, die sich aus Glattrohrkanonen verschießen lassen.

## Aktuelle Modelle
Zurzeit weitgehend dem Stand der Technik entsprechende Kampfpanzer sind der deutsche Leopard 2 (ab Ausführung A5), der US-amerikanische M1 Abrams, der iranische Zulfiqar, der britische Challenger 2, der französische Leclerc, die südkoreanischen Modelle K1 und K2, der italienische Ariete, die russischen T-90 und T-14, sowie auch die verbesserten Versionen der älteren sowjetischen Typen T-72 und T-80, der ukrainische T-84, der pakistanische Al-Khalid, der israelische Merkava Mk4, die japanischen Typ 90 und Typ 10, sowie der chinesische Typ 99.
Die weltweit noch immer am weitesten verbreiteten Kampfpanzer sind die älteren sowjetisch/russischen Typen, wie T-54, T-55 und T-62 bzw. deren chinesische Kopien Typ 59, Typ 62 und Typ 63. Diese Panzermodelle sind wegen ihrer nur aus Stahl bestehenden Panzerung trotz häufig vorgenommener Kampfwertsteigerungen gegen modernere Panzerfahrzeuge nicht mehr konkurrenzfähig. In Entwicklungsländern bzw. der sogenannten Dritten Welt stellen sie mangels besserer Fahrzeuge immer noch die wichtigsten Kampfpanzer im Einsatz dar.
Die auf westlicher Seite noch vertretenen älteren Leopard 1 aus Deutschland sowie der französische AMX-30 sind mit ihren 45 t bzw. 36 t relativ leicht und entsprechen noch der Konstruktionsphilosophie der modernen Panzer, stellen aber aufgrund ihrer ebenfalls nicht mehr konkurrenzfähigen Panzerung und Feuerkraft nicht mehr den wichtigsten Panzer ihres Landes dar und sind zum Teil in ihren Ursprungsländern bereits komplett ausgemustert (Leopard 1 im Jahr 2003).
Der argentinische TAM sowie der amerikanische Stingray sind der Versuch, einen leichteren Panzer für die Rolle des Kampfpanzers zu schaffen. Diese kommen den Leistungen älterer Versionen moderner Kampfpanzer nahe, können sich aber keinesfalls mit den größeren und stärkeren Modellen messen.